# مريم المسند
مريم بنت علي بن ناصر آل مسند هي سياسية قطرية. سابقاً، قد شغلت منصب وزيرة التنمية الاجتماعية والأسرة من 19 أكتوبر 2021 حتى 12 نوفمبر 2024. وهي حالياً تشغل منصب وزيرة دولة للتعاون الدولي في وزارة الخارجية في قطر.

## التعليم
حصلت آل مسند على درجة الماجستير التنفيذية في التخطيط الاستراتيجي وإدارة الأعمال (2014) من المدرسة العليا للتجارة بفرنسا.

## المسيرة المهنية
في عام 2006، كانت آل مسند عضوًا في لجنة الطفولة بالمجلس الأعلى لشؤون الأسرة.
في عام 2008، عملت كمديرة تنفيذية لمركز الطفولة الثقافي.
من 2011 حتى 2013، كانت رئيسة قسم الإعلام والاتصال في مركز التأهيل الاجتماعي "العيون".
في عام 2013، شغلت آل مسند منصب المديرة الإقليمية للتواصل وحملات التوعية في مؤسسة "التعليم فوق الجميع".
بين عامي 2013 و2021، كانت المديرة التنفيذية لمركز رعاية الأيتام "دريمة".
في 7 مارس 2021، تم تعيين آل مسند مديرة تنفيذية لقسم الإدارة والمالية في معهد الدوحة.
بين 19 أكتوبر 2021 و12 نوفمبر 2024، قد شغلت منصب وزيرة التنمية الاجتماعية والأسرة.
في 13 يونيو 2023، ترأست آل مسند اجتماع التنسيق لوزراء الشؤون الاجتماعية العرب في مؤتمر الدول الأطراف في اتفاقية حقوق الأشخاص ذوي الإعاقة في مقر الأمم المتحدة في مدينة نيويورك.
كما شغلت منصب رئيسة الهيئة التنظيمية للأنشطة الخيرية من 2021 حتى 2024.
في نوفمبر 2024، تم تعيين آل مسند وزيرة دولة للتعاون الدولي في وزارة الخارجية. وهي حاليًا رئيسة المجلس الاستشاري لمركز الدراسات الإنسانية والنزاعات.

## الجوائز
- سفيرة دولية للأيتام من قبل لجنة جائزة سنابل المسؤولية الاجتماعية في 2019[10]
- جائزة التميز في المسؤولية الاجتماعية الدولية في 2021[11]